# Nesluhiv, Kameanka-Buzka
Nesluhiv (în ucraineană Неслухів) este o comună în raionul Kameanka-Buzka, regiunea Liov, Ucraina, formată numai din satul de reședință.

## Demografie
Componența lingvistică a comunei Nesluhiv
     Ucraineană (99,26%)
     Alte limbi (0,74%)
Conform recensământului din 2001, majoritatea populației comunei Nesluhiv era vorbitoare de ucraineană (99,26%), existând în minoritate și vorbitori de alte limbi.